# Juan San Martín
Juan San Martín, vollständiger Name Juan Manuel San Martín Da Costa, (* 20. Januar 1994 in Rivera) ist ein uruguayischer Fußballspieler.

## Karriere

### Verein
Der 1,79 Meter große Offensivakteur San Martín stand mindestens seit 2011 in Reihen der Nachwuchsmannschaft des uruguayischen Erstligisten Club Atlético Peñarol. Bei den Aurinegros ist ein Einsatz in der Primera División allerdings nicht verzeichnet. Ende Januar 2013 wurde berichtet, dass die San Martín bereits 2011 gemeinsam mit den beiden Spielern Jim Morrison Varela und Elbio Álvarez zu Benfica Lissabon transferiert wurde, aber zunächst in Montevideo verblieb. Die Ablösesumme für die drei Spieler soll 2,9 Millionen Euro, nach anderen Quellen 2,46 Millionen Euro betragen haben. 2013 führte sein Weg dann nach Portugal. Allerdings wurde er von Benfica im selben Jahr für an den SC Farense weiterverliehen. Dort bestritt er in der Saison 2013/14 elf Partien in der Segunda Liga (kein Tor) und kam einmal in der Copa de la liga zum Einsatz. Anschließend kehrte er zu Benfica zurück, wurde allerdings bereits im September 2014 an den uruguayischen Zweitligisten Central Español ausgeliehen. In der Saison 2014/15 wurde er achtmal (drei Tore) in der Segunda División eingesetzt. Anschließend kehrte er zu Benfica zurück. Nunmehr zum Kader der Zweiten Mannschaft in der Liga de Honra zählend, erhielt er keine Einsatzzeiten und wechselte Anfang November 2015 zu Louletano Desportos Clube. Dort kam er in der Spielzeit 2015/16 zehnmal (fünf Tore) in der II Divisão zum Einsatz. In der Saison 2016/17 wurde er 26-mal (zwei Tore) in der Liga eingesetzt.

### Nationalmannschaft
San Martín stand im Aufgebot der uruguayischen U-17-Auswahl bei der U-17-Südamerikameisterschaft 2011 in Ecuador. Auch nahm er mit ihr an der U-17-Weltmeisterschaft 2011 in Mexiko teil. Dabei trug er mit einem Tor bei fünf Einsätzen zum Gewinn des Vize-Weltmeistertitels bei.

### Erfolge
- U-17-Vize-Weltmeister 2011
- U-17-Vize-Südamerikameister 2011